# Cercyon sternalis
Cercyon sternalis är en skalbaggsart som först beskrevs av Sharp 1918.  Cercyon sternalis ingår i släktet Cercyon, och familjen palpbaggar. Arten är reproducerande i Sverige.